# تمور (النادرة)

تعديل مصدري - تعديل

تمور هي إحدى قرى عزلة عمقة بمديرية النادرة التابعة لمحافظة إب، بلغ تعداد سكانها 583 نسمة حسب تعداد اليمن لعام 2004.